# Йолебокафльод
Йолебокафльод (ісл. Jólabókaflóð — Йольська книжкова повінь) — різдвяна традиція в Ісландії дарувати книжки.

## Історія
Традиція походить з часів Другої світової війни, коли у країні не було достатньо валюти, щоб імпортувати іноземні товари. Ісландці вийшли з ситуації та почали масово дарувати на Різдво книжки.
В Ісландії видавництва випускають новинки наприкінці листопада. Книжки для Йолебокафльоду зазвичай друкують на найкращому папері та в подарункових обкладинках. Новинки книжок оголошують на телебаченні. Випускають книжковий каталог з новими книжками Bókatíðindi. У 2008 році в ньому нараховувалося 760 новинок. Загалом, 2008 року розійшлось 100 000 примірників книжок.